# Evangelische Kirche (Flensungen)

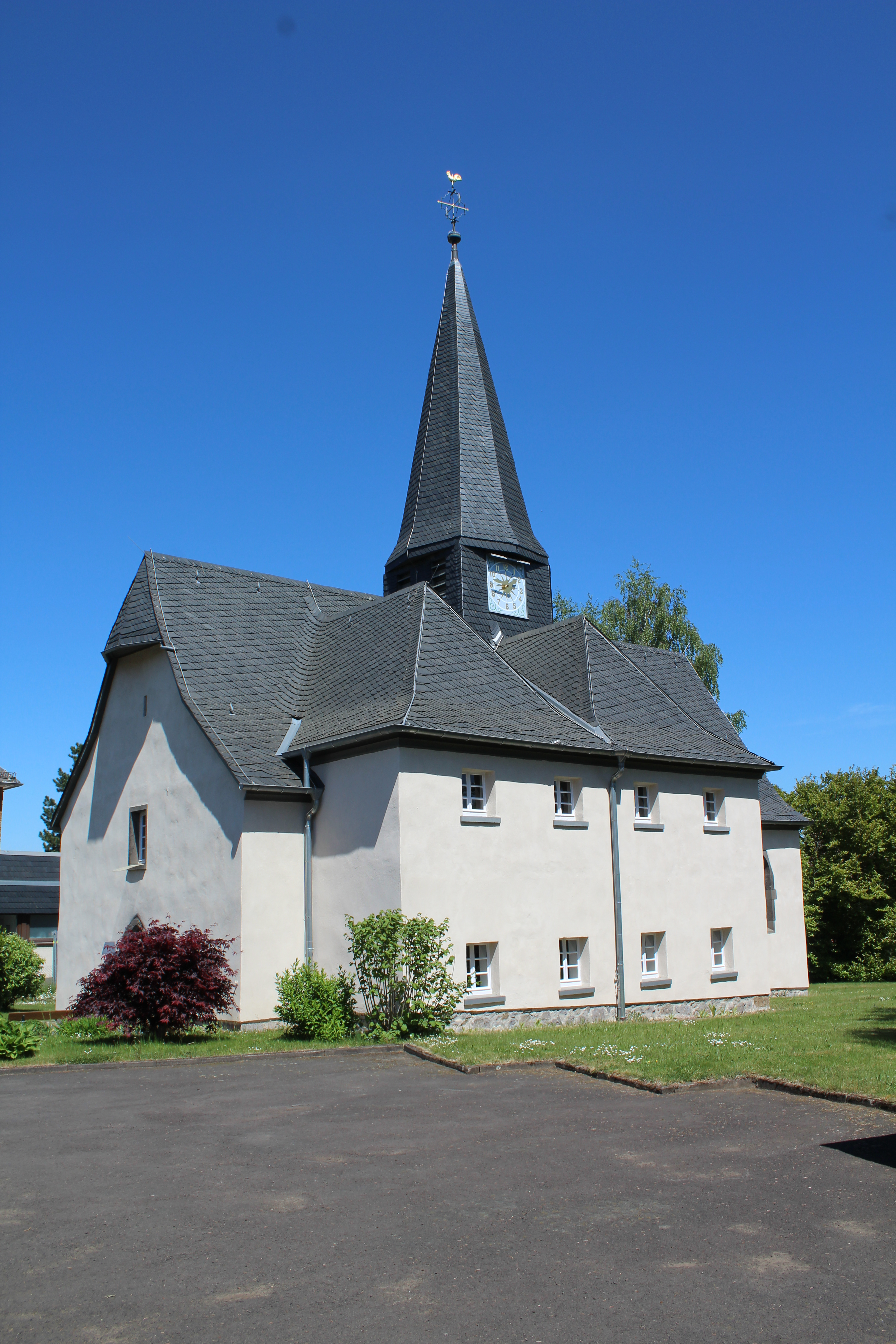
Kirche von Süden

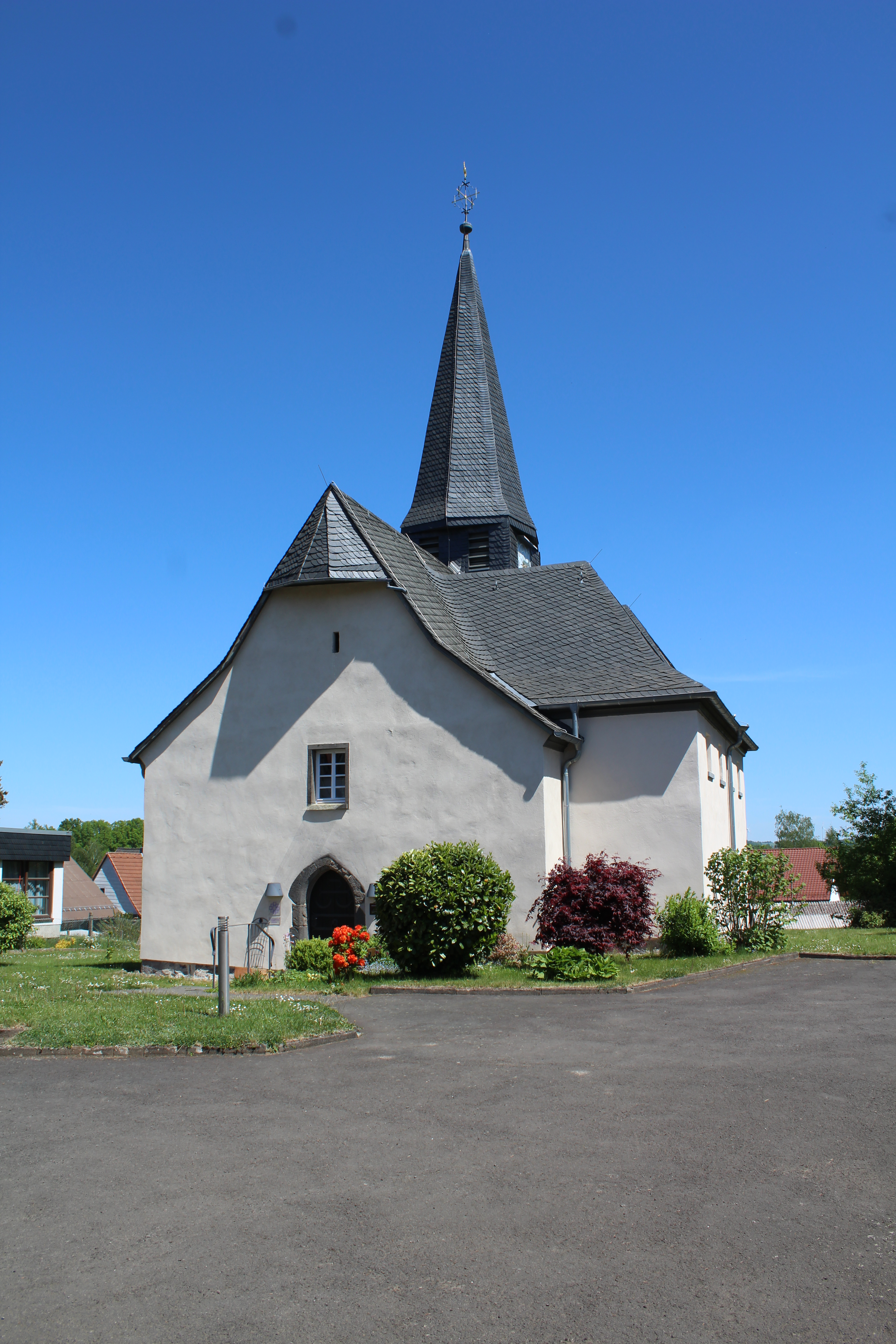
Ansicht von Westen

Die evangelische Kirche ist ein denkmalgeschütztes Kirchengebäude in Flensungen, einem Ortsteil von Mücke im Vogelsbergkreis (Hessen). Die Saalkirche aus dem 14. Jahrhundert im Stil der Gotik wurde 1932 an der Südseite erweitert. Sie hat einen mittig aufgesetzten Dachreiter und im Osten einen Dreiachtelschluss.

## Geschichte
Bei der Kirchenrenovierung im Jahr 1931 wurde der Altar abgebrochen und in einem Hohlraum ein elfenbeinartiges Reliquiar aus fränkischer Zeit entdeckt (8.–10. Jahrhundert). Das Kästchen ist an den Seiten und auf dem Deckel mit Linien- und Punktkreismustern verziert. Es ist im Darmstädter Landesmuseum als Leihgabe ausgestellt.
In vorreformatorischer Zeit waren die Filialdörfer Stangenrod und Lehnheim bei Flensungen eingepfarrt, im 15. Jahrhundert bei Grünberg. Flensungen war dem Archidiakonat St. Johann in der Erzdiözese Mainz zugeordnet. Dass die Kirche im 14. Jahrhundert errichtet wurde, legen nicht zuletzt die erhaltenen Türbeschläge aus dieser Zeit und die Marienglocke (um 1325) nahe.
Mit Einführung der Reformation wechselte die Kirchengemeinde zum evangelischen Bekenntnis, vermutlich unter Johannes Mengel, der ab 1526 Pfarrer in Grünberg war. Ein lutherisch gewordener „Chorpriester“ aus Grünberg versorgte Flensungen zusammen mit Ilsdorf und Stockhausen geistlich. 1553 wurde Flensungen nach Merlau eingepfarrt.
Im Jahr 1738 wurden Teile des Mauerwerks und das Kirchendach erneuert, 1879 ein Stück der Mauer am Nordportal und die sich über Orgel und Altar abgesenkte Decke. Zu Beginn des 20. Jahrhunderts verfiel die Kirche zusehends, sodass Neubaupläne ins Auge gefasst wurden. Aufgrund von Baufälligkeit wurde die Kirche am 27. November 1927 polizeilich geschlossen. Die Gottesdienste fanden seitdem in einem Schulsaal statt.
Im Jahr 1931/1932 wurde die Kirche nach Süden hin erweitert. Der mächtige Holzpfosten, der bis dahin den Unterzug gestützt hatte, wurde südlich zwischen Anbau und dem alten Kirchenschiff versetzt und die Kanzel von der Süd- an die Nordseite umgesetzt. Bei der Innenrenovierung wurden Inventarstücke in Stil des Expressionismus erneuert.
Von 1970 bis 1974 wurde der Friedhof aufgelassen und in eine Grünfläche umgewandelt. Die Außenwände der Kirche wurden mithilfe von Drainage trockengelegt, isoliert und neu verputzt, das Kirchendach saniert, das Geläut elektrifiziert und westlich eine Zufahrt mit einem kleinen Parkplatz geschaffen. Ein Steinkreuz des 13. oder 14. Jahrhunderts, das in einer scheibenförmigen Vertiefung ein kleines Kreuz aufweist, stand ursprünglich an einer Böschung des alten Weges nach Stockhausen und wurde 1973 in die Grünanlagen westlich der Kirche umgesetzt.
Eine Sanierung folgte 2011/2012, bei der der schadhafte Dachstuhl instand gesetzt und die Dachflächen neu verschalt und verschiefert wurden. Die Außenfassade wurde mit Kalkputz erneuert. 2021 wurde eine Innensanierung durchgeführt.
Die Kirchengemeinde Flensungen ist mit Merlau pfarramtlich verbunden und gehört zum Dekanat Gießener Land in der Propstei Oberhessen der Evangelischen Kirche in Hessen und Nassau.

## Architektur

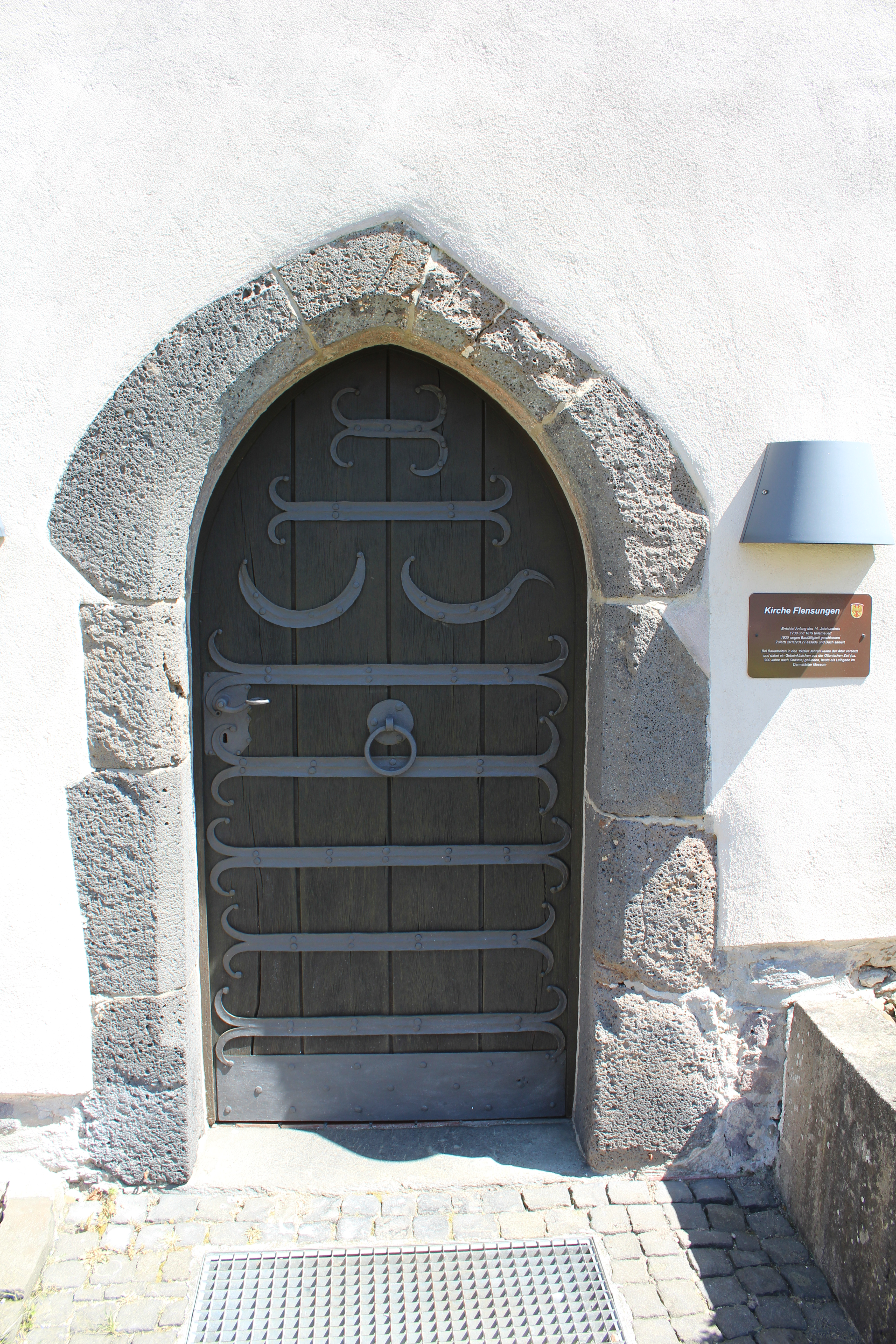
Westportal mit bauzeitlichem Beschlag

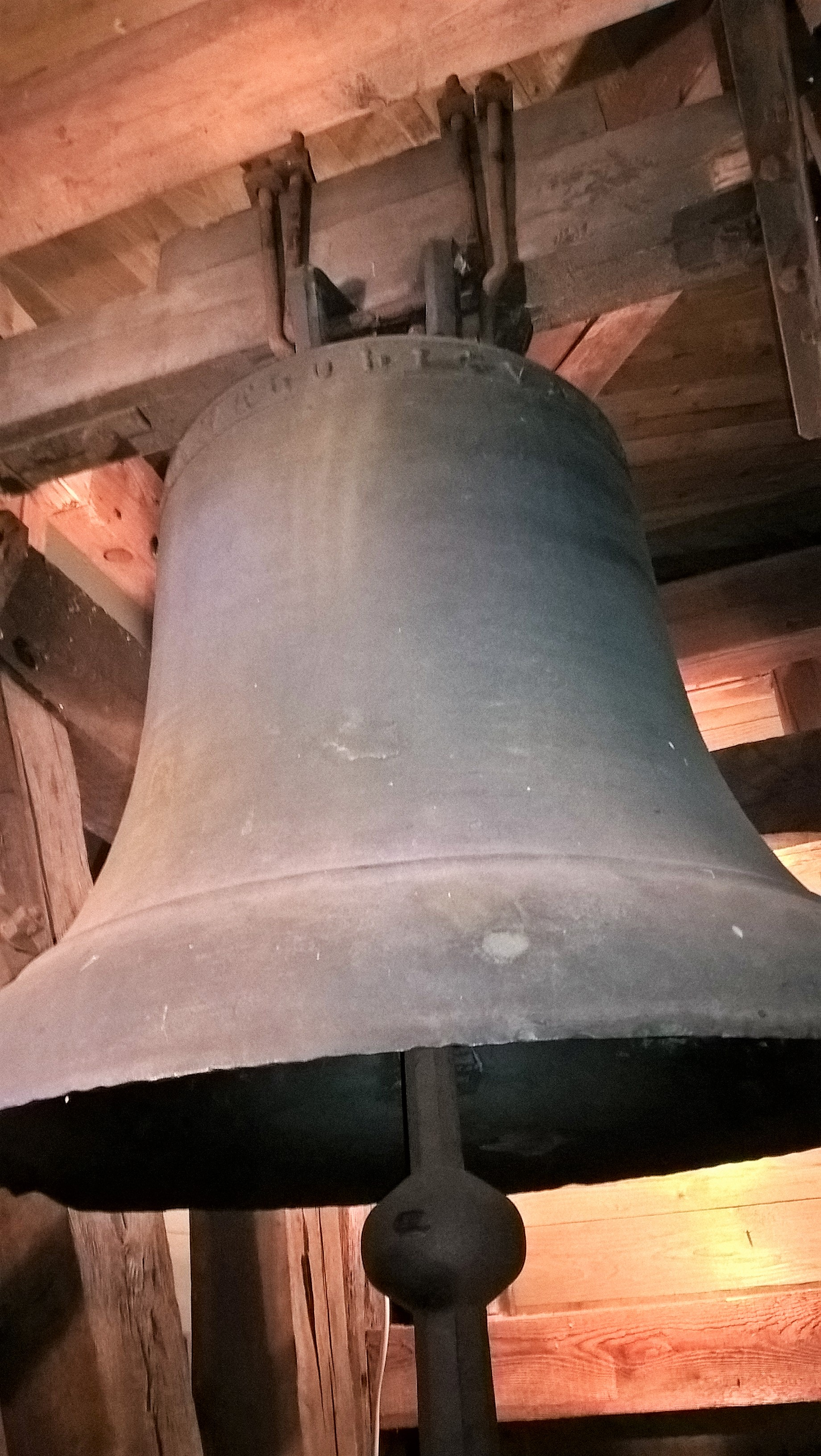
Mittelalterliche Glocke

Die geostete und weiß verputzte Kirche steht erhöht im alten Ortszentrum am Lutherweg 1521. Sie ist mit einem steilen verschieferten Satteldach bedeckt. Der mittig aufgesetzte Dachreiter und die Spitze des Westgiebels sind ebenfalls verschiefert. Grundmauern, Chorfenster, Dachstuhl und Dachreiter stammen aus der spätgotischen Bauzeit der Kirche. Im Süden und Norden des Dachreiters sind auf dem kubusförmigen Schaft die Zifferblätter der Turmuhr angebracht, im Osten und Westen befinden sich je zwei kleine hochrechteckige Schalllöcher für das Dreiergeläut. Neben zwei Glocken aus der Nachkriegszeit ist die alte Marienglocke aus der Zeit um 1325 erhalten. Sie tragen in den Inschriften in linksläufigen, teils seitenverkehrten und auf den Kopf gestellten Majuskeln die Namen der vier Evangelisten und den verkürzten Gruß Ave Maria: „X SƎMHAhOhI + VSETAW + SACVL + AΛƎ + SACRAM“. Der achtseitige Spitzhelm wird von Turmknauf, Kreuz und Wetterhahn bekrönt.
In die Kirche führen baugleiche flachspitzbogige Portale aus Lungstein mit Fasen im Norden und Westen. Sie haben später erneuerte hölzerne Türen, deren eiserne Beschläge aus dem 14. Jahrhundert stammen. Oberhalb des Westportals ist ein kleines hochrechteckiges Fenster eingelassen. Der Innenraum wird an der Nordseite durch drei hohe Rechteckfenster belichtet, die im 19. Jahrhundert eingebrochen wurden. Der südliche Anbau, der von zwei Walmdächern bedeckt ist, hat in zwei Ebenen je vier kleine Rechteckfenster mit Sprossengliederung. Der dreiseitige Chorabschluss hat spätgotische Spitzbogenfenster mit Lungsteingewänden. Die Ostseite ist fensterlos.

## Ausstattung

Kanzel des 17. Jahrhunderts

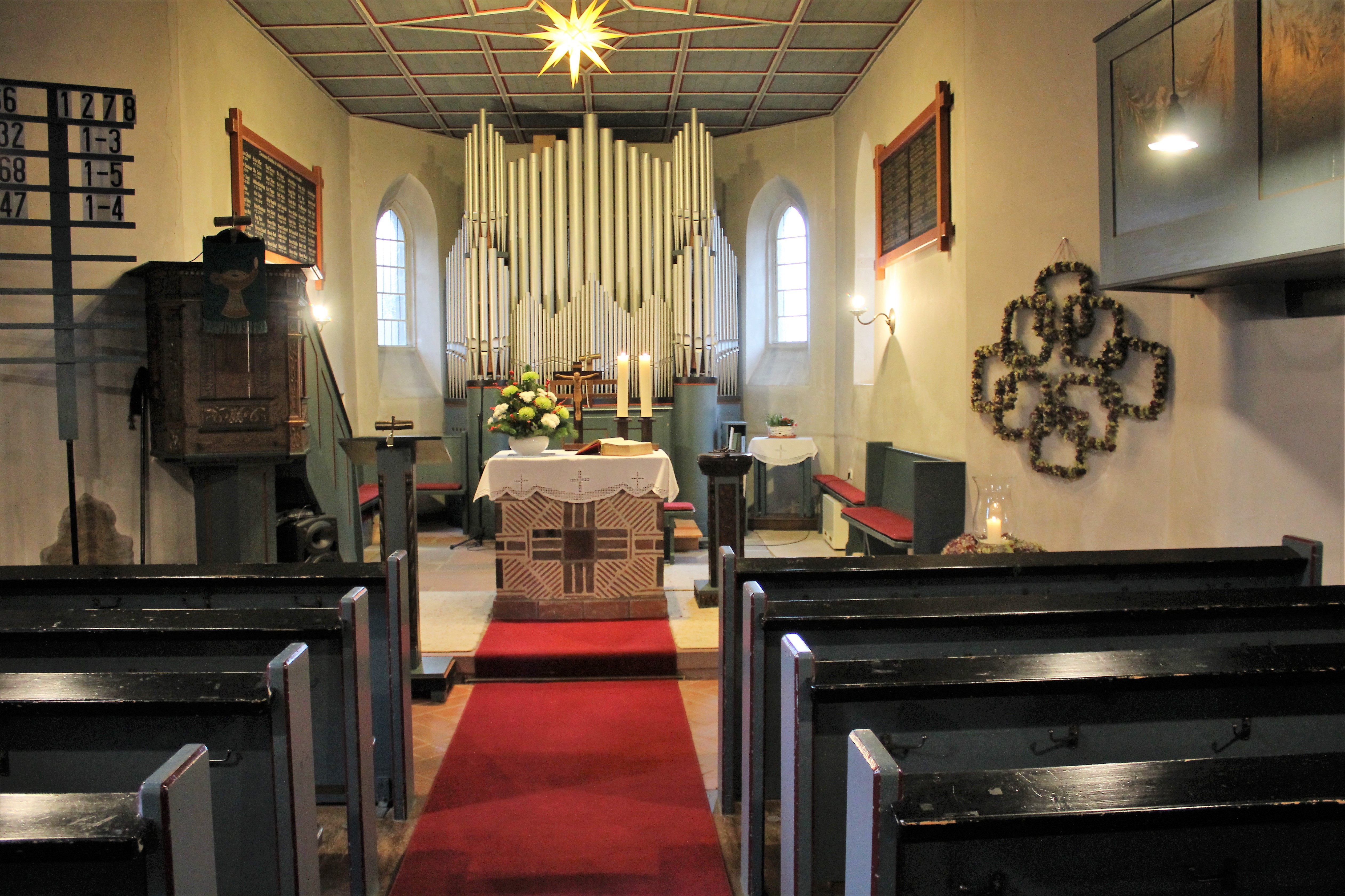
Blick auf den Altarbereich

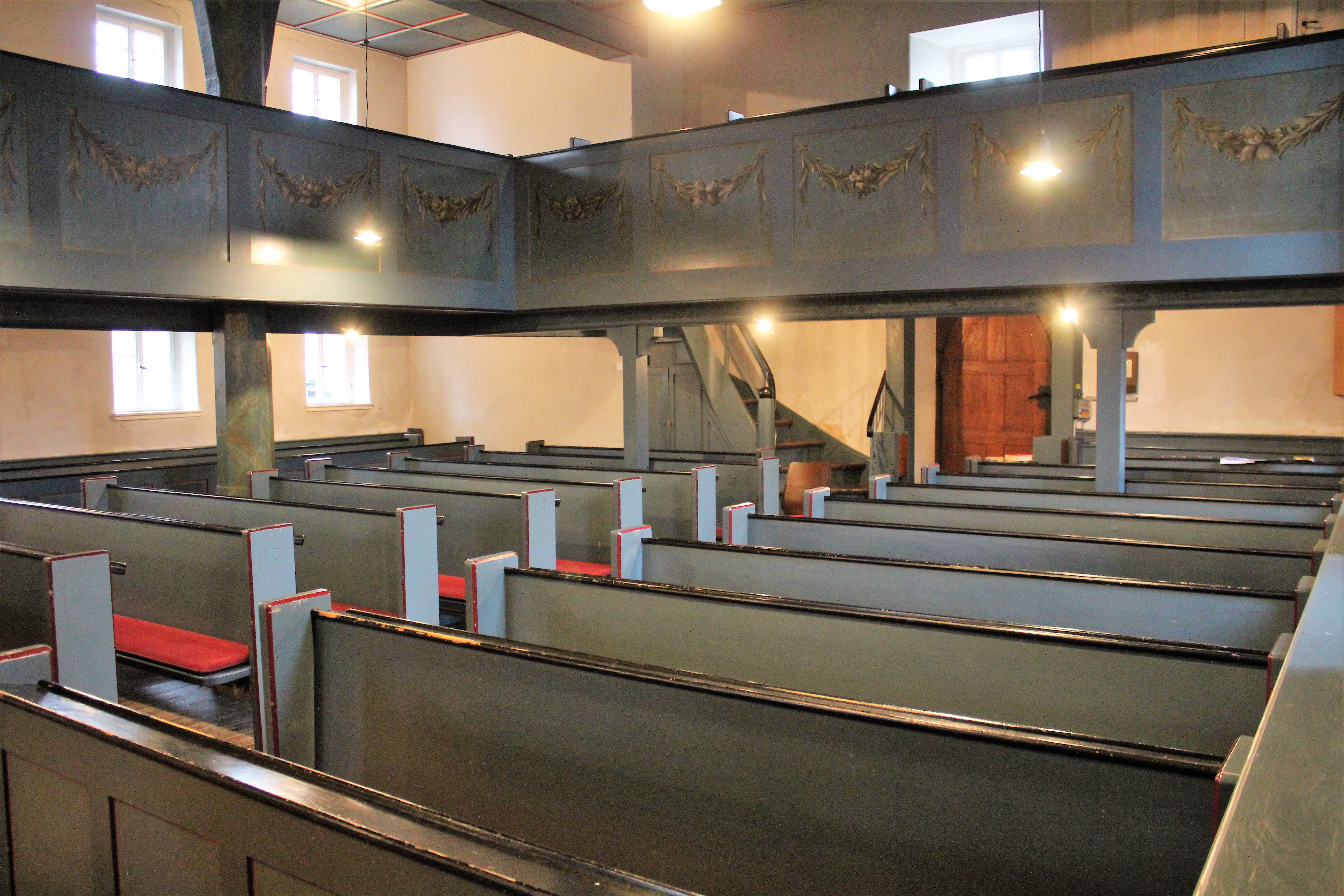
Kirchengestühl und Emporen (Links der Südanbau)

Die Flachdecke im Innenraum ist im Chor niedriger als im Schiff. Deckenleisten gliedern die Decke in quadratische Felder mit einzelnen Rauten in der Mitte des Chors. Im Westen und Süden sind hölzerne Winkelemporen eingebaut, die im Westen ruht auf zwei vierseitigen Holzpfosten. Die kassettierten Brüstungsfelder sind mit floralen Girlanden bemalt. Unter der Empore wurde 2021 eine Inschrift freigelegt: „* Im Jahre Christi 1932 wurde diese Kirche erweitert und wiederhergestellt * Gott ist unsere Zuversicht und Stärke * Psalm 46,2“. Eine Treppe in der Südwestecke führt auf die Empore. Durch die Innenrenovierung 1931/1932 erhielt die Ausstattung durch die dunkelblaue Farbgebung, den Freipfeifenprospekt der Orgel und die Deckenleisten einen expressionistischen Charakter.
Aus vorreformatorischer Zeit stammen zwei quadratische Sakramentsnischen in der nördlichen Chorwand, die mit eisenbeschlagenen Türen und einem alten Vorhängeschloss gesichert sind.
Die Holzstütze zwischen den beiden Schiffen, auf der bis 1931 der Unterzug ruhte, stammt aus dem 16. Jahrhundert, vielleicht von 1563, als die Emporenschwellen eingebaut wurden.
Die Schnitzkanzel im Knorpelstil auf quadratischem Grundriss datiert im Grunde aus dem 17. Jahrhundert. In den Kanzelfeldern ruhen die Rundbögen auf Kapitellen über Schuppenpilastern.
Zwischen Kanzel und Nordportal ist ein Grabdenkmal aus rotem Sandstein von 1733 in die Wand eingemauert, dessen Inschrift an ein Hochwasserunglück erinnert: „Am 23. Juli 1733 passierte ein Unglück und es ertranken Frauen und Kinder beim Überqueren der Seenbach-Furt.“ Der Seenbach war zu einem reißenden Strom angeschwollen, als bei der Flensunger Brücke ein Pferd mit Wagen und sieben Personen in die Fluten stürzte. Das Bildrelief zeigt links unter dem Kreuz über Wasserwellen vier Frauen und rechts eine einzelne Frau. Bei der Auflassung des Friedhofs (1970–1974) wurde der Grabstein zum Schutz vor Verwitterung in die Kirche versetzt.
Das Taufbecken mit der vorhandenen Taufschale aus Messing wurde im Jahr 2016 von Drechsler- und Schnitzermeister Johann Zimmermann aus Wertheim gefertigt. Der vierseitige Fuß und die Beckenwandung sind mit reichem Schnitzwerk ausgestattet. Auf dem hölzernen Deckel ist ein fein geschnitztes Kruzifix des Dreinageltypus angebracht, das von der Holzschnitzerei Albl aus Oberammergau stammt. Die Schale trägt auf dem Rand den Bibelvers „LASSET DIE KINDLEIN ZU MIR KOMMEN“ (Mk 10,14 ).

## Orgel

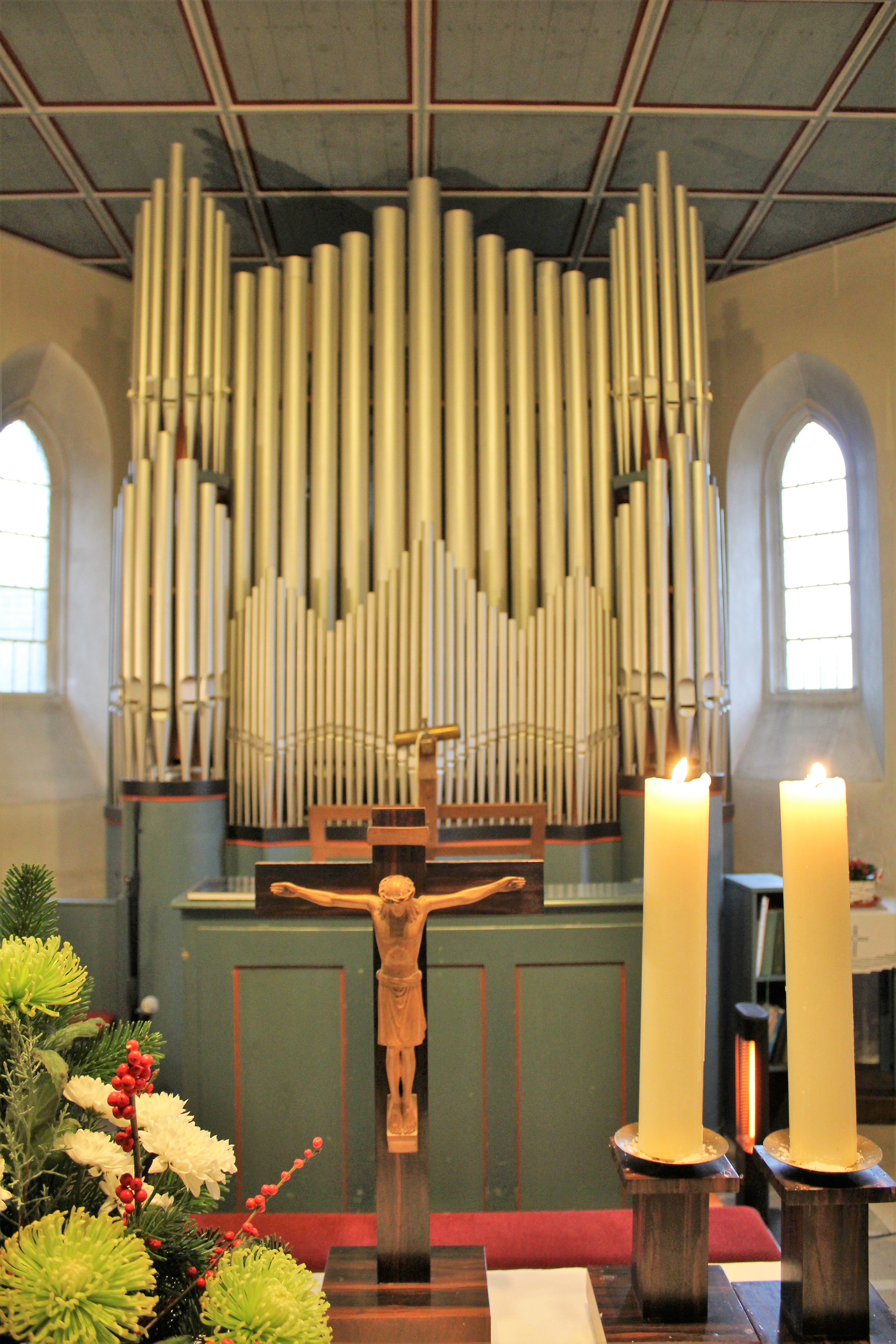
Orgel von 1934

Bereits im Jahr 1673 erhielt die Kirche ein kleines Positiv. Im Jahr 1803 war allerdings keine Orgel mehr vorhanden. 1863 wurde eine neue Orgel genehmigt und 1864 von der Witwe von Friedrich Wilhelm Bernhard eine gebrauchte, aber völlig überholte Orgel aus Rendel mit fünf Manual- und einem Pedalregister erworben. Der Erbauer ist unbekannt, vermutet wird Johann Friedrich Macrander.
Die heutige Orgel wurde 1934 im Zuge der Kirchenerweiterung von Förster & Nicolaus Orgelbau mit pneumatischen Kegelladen hinter einem Freipfeifenprospekt im Stil des Expressionismus gebaut. Sie steht hinter dem Altar und hat zehn Register auf zwei Manualen und Pedal. Der freistehende Spieltisch, der zunächst am Übergang zum Seitenschiff stand, wurde später hinter den Altar umgesetzt, um die zeitliche Verzögerung der Traktur zu reduzieren. Die Orgel hat folgende Disposition:
| I Manual C–g3 |    |
| Prinzipal     | 8′ |
| Nachthorn     | 4′ |
| Oktav         | 2′ |

| II Manual C–g3  |       |
| Singend Gedackt | 8′    |
| Oktav           | 4′    |
| Quinte          | 2 ⁄3′ |
| Blockflöte      | 2′    |
| Sifflöte        | 1′    |

| Pedal C–f1 |     |
| Subbass    | 16′ |
| Oktavbass  | 8′  |

- Koppeln: II/I, I/P, II/P